# 강변로 (경주시)
강변로(江邊路, Gangbyeon-ro)은 경상북도 경주시 사정동에서 천북면 신당리 신라공고사거리까지 연결하는 도로이다.

## 역사
- 2003년 공단진입로 삼거리에서 천북면 신당리까지 왕복 4차로 연장 개통하였다.[1]
- 2009년 12월 11일 도로명 주소 사업에 인해 강변로로 지정되었다.
- 2010년 9월 18일 천북면 신당리에서 신라공고네거리까지 왕복 4차로 연장 개통하였다.[2]
- 2021년 12월 1일 형산강변로와 연결하여 탑동 나정교까지 연장 개통, 경주시외버스터미널/경주고속터미널 - 사정동(서부) - 나정교 구간 직결 완료.[3]

## 주요 경유지
- 경주시
  - 황남동, 중부동, 성건동, 황성동, 천북면

## 노선 경로
- 미상 / 금성로(교차지점)
- 미상 / 첨성로, 형산강변로(시작지점)
- 미상 / 사정로(시작지점)
- 터미널네거리 / 국도 제4호선 · 국도 제35호선 태종로(교차지점)
- 미상 / 원효로(시작지점)
- 미상 / 동성로(시작지점)
- 도계장삼거리 / 화랑로(시작지점)
- 미상 / 북성로(시작지점)
- 미상 / 북문로(시작지점)
- 동대교네거리 / 동대로(교차지점)
- 황성대교삼거리 / 알천남로(시작지점)
- 황성대교(북천)
- 미상 / 알천북로(시작지점)
- 금장교네거리 / 지방도 제904호선 용담로(교차지점)
- 형산강철교 / 동해선 통과
- 미상 / 유림로(시작지점)
- 미상 / 공단로(시작지점)
- 신당교차로 / 국도 제7호선 산업로(교차지점)
- 신라공고사거리 / 천북로
- 천북로 직결

## 주요 건물 및 시설
| 표기 | 건물명             | 도로명주소                            |
| ---- | ------------------ | ------------------------------------- |
| 짝수 | 경주시외버스터미널 | 경상북도 경주시 강변로 184 (노서동)   |
| 짝수 | 현대맨션           | 경상북도 경주시 강변로 198-7 (노서동) |
| 짝수 | 황실예식장         | 경상북도 경주시 강변로 200 (노서동)   |
| 짝수 | 목화예식장         | 경상북도 경주시 강변로 206 (노서동)   |
| 짝수 | 영마을지역방범대   | 경상북도 경주시 강변로 270 (성건동)   |

## 사진

황성대교삼거리

## 참고 사항
경부고속도로 경주 IC와 고속·시외버스터미널을 연결하는 주요 도로로서, 2021년 11월에 27년 만에 완전 개통되었다. 이 도로의 개통으로 경주 IC와 터미널 간 소요 시간이 주말 혼잡 시간대 기준 최대 30분 이상 단축되어 교통 혼잡 완화에 기여하였다. 나정교 교차로에 우회전 전용 차로를 신설하여 교차로 혼잡을 해소하였다. 해당 구간은 경주 도심과 외곽지를 순환하는 강변로와 경부고속도로 경주 나들목 진출입로인 서라벌대로가 교차하는 지점으로, 우회전 차량과 직진 차량이 혼재되어 전용 차로 설치가 절실한 상황이었다.

## 같이 보기
- 동대로
- 용담로
- 산업로
- 형산강
- 경주 나들목
- 경주시외버스터미널
- 경주고속터미널